# Pacific Championship Series
Pacific Championship Series（パシフィックチャンピオンシップシリーズ、略称：PCS）は、アジア太平洋の『リーグ・オブ・レジェンド』のプロeスポーツリーグである。League of Legends Master Series（LMS）とLeague of Legends SEA Tour（LST）を統合し設立された。
2024年までレギュラーシーズンでは、台湾から5チーム、香港から1チーム、フィリピンから1チームが出場。レギュラーシーズンの順位に応じて全チームがグループステージに進み、上位6チームがプレーオフに進出し、日本の上位3チームとオセアニアの上位2チームが加わる。春季プレーオフの優勝チームがMid-Season Invitationalへ、夏季プレーオフの上位2チームがWorld Championshipへの出場権を得る形式だった。
2025年からはLeague of Legends Championship Pacific(LCP)が創設されたため、LCP傘下の2部リーグとなり、最終スプリットの勝者がLCPの昇降格トーナメントへ参加する形式になった。

## 概要
2019年9月25日、『リーグ・オブ・レジェンド』の開発元であるライアットゲームズと、東南アジア諸国と台湾向けのパブリッシャーであるGarenaが、League of Legends Master Series（LMS）とLeague of Legends SEA Tour（LST）を統合させた新リーグの計画を発表した。同年12月19日、Pacific Championship Series（PCS）の設立を発表し、出場する10チームの内、9チームを発表。2020年1月17日に10チーム目の出場チームが発表された。
2023年シーズンから、League of Legends Circuit Oceania（LCO）が国際大会の出場資格を得るため、PCSエコシステムに加入した。LCOは、Mid-Season InvitationalとWorld Championshipへ直接出場することができなくなり、PCSプレーオフに出場する形式となった。2024年シーズンから、League of Legends Japan League（LJL）もLCOと同様にPCSエコシステムに加入した。
2025年シーズンから、ティア1リーグとして「League of Legends Championship Pacific」が開幕。これにより、PCSがLJLとVCS同様のティア2リーグとなった。

## 試合方式

### 2024年シーズンまで

#### レギュラーシーズン
- グループステージ・前半
  - 7チームが出場。
  - シングルラウンドロビン、2戦先勝方式で試合を行う。
  - 全チームがグループステージに進出。
- グループステージ・後半
  - グループステージ前半の上位3チームがグループA、下位4チームがグループBに出場。
  - グループAはダブルラウンドロビン、グループBはシングルラウンドロビンで2戦先勝方式でリーグ戦を行う。
  - グループAの3チームとグループBの上位3チームがプレーオフに進出。

#### プレーオフ
- 11チーム（PCSレギュラーシーズンの上位6チーム、LJLプレーオフの上位3チーム、LCOプレーオフの上位2チーム）が出場。
  - PCSレギュラーシーズンの上位2チームとLJLの優勝チームはステージ2に進出。
- 2ステージ制
  - ステージ1：8チームが4チームずつ2つのグループに分かれ、ダブルエリミネーション方式で試合を行う。各グループの優勝チームと、準優勝チーム同士の試合で勝利したチームからなる3チームがステージ2に進出。
    - 通常の試合は2戦先勝、準優勝チーム同士の試合のみ3戦先勝方式。

  - ステージ2：6チームがダブルエリミネーション方式で試合を行う。
    - PCSレギュラーシーズンの1位チームとLJLプレーオフの1位チームは2回戦から、それ以外は1回戦から参戦する。
    - 全試合3戦先勝方式

### 2025年度から
スプリット1
- グループステージ:8チームが参加。
- 上位4チームがプレーオフ、下位2チームがPromotion&Relegationへ。

付与される出場資格
2024まで
- 春季の優勝チームは、Mid-Season Invitationalへの出場権を獲得。
- 夏季の優勝チームと準優勝チームは、それぞれPCSの第1シードと第2シードとしてWorld Championshipへの出場権を獲得。

2025から
Split3の勝者がLCPのP/Rトーナメントに参加。

## チーム一覧
2024年現在のレギュラーシーズンに出場しているチーム
| チーム名                   | 加盟年月日    |
| -------------------------- | ------------- |
| CTBC Flying Oyster Academy | 2025年2月10日 |
| Deep Cross Gaming          | 2022年1月28日 |
| Hell Pigs                  | 2023年1月13日 |
| Wanting                    | 2025年2月10日 |
| TALON Academy              | 2025年2月10日 |
| Frank Esports              | 2022年1月28日 |
| West Point Esports         | 2023年1月18日 |
| Ground Zero                | 2025年2月10日 |

## 結果
| 年度   | スプリット        | 優勝               | 2位                | 3位                |
| ------ | ----------------- | ------------------ | ------------------ | ------------------ |
| 2020   | 春季              | Talon Esports      | Machi Esports      | ahq eSports Club   |
| 2020   | 夏季              | Machi Esports      | PSG Talon          | J Team             |
| 2021   | 春季              | PSG Talon          | Beyond Gaming      | Machi Esports      |
| 2021   | 夏季              | PSG Talon          | Beyond Gaming      | J Team             |
| 2022   | 春季              | PSG Talon          | CTBC Flying Oyster | J Team             |
| 2022   | 夏季              | CTBC Flying Oyster | Beyond Gaming      | PSG Talon          |
| 2023   | 春季              | PSG Talon          | Frank Esports      | CTBC Flying Oyster |
| 2023   | 夏季              | PSG Talon          | CTBC Flying Oyster | Beyond Gaming      |
| 2024   | 春季              | PSG Talon          | Fukuoka SHG        | CTBC Flying Oyster |
| 2024   | 夏季              | PSG Talon          | Fukuoka SHG        | Frank Esports      |
| 2025   | Split1            | Deep Cross Gaming  | West Point Esports | Frank Esports      |
| Split2 | Deep Cross Gaming | Frank Esports      | West Point Esports |                    |
| Split3 |                   |                    |                    |                    |

### チーム別成績
| チーム名           | 1 | 2 | 3 | 計 |
| ------------------ | - | - | - | -- |
| PSG Talon          | 8 | 1 | 1 | 10 |
| CTBC Flying Oyster | 1 | 2 | 2 | 5  |
| Machi Esports      | 1 | 1 | 1 | 3  |
| Beyond Gaming      | 0 | 3 | 1 | 4  |
| Fukuoka SHG        | 0 | 2 | 0 | 2  |
| Frank Esports      | 0 | 1 | 2 | 3  |
| J Team             | 0 | 0 | 3 | 3  |
| ahq eSports Club   | 0 | 0 | 1 | 1  |

  PCSから撤退したチーム

### 国・地域別成績
| 国・地域名 | 1 | 2 | 3 | 計 |
| ---------- | - | - | - | -- |
| 台湾       | 6 | 6 | 8 | 20 |
| 香港       | 4 | 2 | 2 | 8  |
| 日本       | 0 | 2 | 0 | 2  |